# 一人二役
一人二役（ひとりふたやく）とは、役において1人が2つの役を果たすこと。3役を兼ねれば1人3役、4役なら1人4役となる。
この役を現実での役職として見た場合はこれを「兼職」と呼ぶことができる（ただし、「兼職」には本職を持った上で、他の職務を兼ねること（また、その職務）を指す意味もある）。

## 舞台・実写の場合
役を演劇における配役として見た場合、舞台や映画、テレビドラマその他のドラマの同一作品で、同一の俳優が2つの役（あるいはそれ以上）を演じることを指す。これと同義の言葉に「ダブルロール」がある。その場合、役の上での人物の容姿は、その人物の容姿によって決まるから、同じ容姿の人物が2人以上出現することとなる。当然それは自然なものとならない。
舞台では一人二役の登場人物が同時に登場することができないという制限があるが、ドラマ・映画においては合成（光学合成・アナログビデオ合成・デジタル合成）を用いることでその問題が解決される。
人手が足りないなどのやむを得ない理由で、目立たない役を同一人物でこなす例もある。しかし、むしろ不自然であることをわきまえた上で、それを意図した配役であることもある。たとえば、バレエの『白鳥の湖』では、悪魔の娘オディールが、王子が恋した白鳥の王女オデットになりすまして王子を誘惑するが、この2人は往々にして一人二役で演じられる。容姿が酷似しているという設定にもとづくが、両者は性格的にも大きく異なっており、その舞踏もはっきりと違ったスタイルで振り付けされるので、それをどう演じ分けるかが見物となる。
一人二役を演じることは、演じる俳優が、一人の人間の役を確実に表現し、かつ演技者として高い水準にあることが求められ、俳優としての技量を示す好適な場と言える。鑑賞する側にとっては、俳優の演技の細部に注目することで、作品をさらに奥深いものにする機会になり得るとされる。

### 歌舞伎
歌舞伎では、1人の俳優が同じ場面の中で2つ以上の役を演じる場合があり、演じる俳優は短時間で、年齢や性別、善悪などを替えて登場する。詳しくは、「早替わり」を参照。

### バレエ
- 『白鳥の湖』（1895年（一人二役での初演）、演者：ピエリーナ・レニャーニ）[7][8]

### 主要な俳優が一人二役を務めた作品

#### 1920年代
- 『のらくら』（1921年、演者：チャールズ・チャップリン）[9]
- 『即席百人芸（英語版）』（1921年、演者：バスター・キートン、別邦題：『キートンの一人百役』）[10]※キートンは指揮者とオーケストラのすべてのメンバー、俳優、ダンサー、舞台係、ミンストレル・ショー、そして観客のすべての男性と女性を演じている[11]。
- 『キートンの恋愛三代記』（1923年、演者：バスター・キートン/マーガレット・リーヒー（英語版）/ウォーレス・ビアリー）※主人公と恋人と恋敵が、それぞれ一人3役を演じる[12]。
- 『プラーグの大学生』（1926年、演者：コンラート・ファイト）[13]
- 『メトロポリス』（1927年、演者：ブリギッテ・ヘルム）[14]

#### 1930年代
- 『大自然の凱歌（英語版）』（1936年、演者：フランシス・ファーマー）[15]

#### 1940年代
- 『独裁者』（1940年、演者：チャールズ・チャップリン）[16]
- 『ダニー・ケイの天国と地獄（英語版）』（1945年、演者：ダニー・ケイ）[17][18]

#### 1950年代
- 『影法師・寛永寺坂の決闘』（1950年、演者：阪東妻三郎）[19]
- 『続影法師・龍虎相搏つ』（1950年、演者：阪東妻三郎）[20]
- 『修羅城秘聞 双龍の巻』（1952年、演者：長谷川一夫）[21]
- 『續・修羅城秘聞 飛雲の巻』（1952年、演者：長谷川一夫）[22]
- 『桃太郎侍』（1957年、演者：市川雷蔵）[23]
- 『日本誕生』（1959年、演者：三船敏郎）[24]
- 『ピーター・セラーズのマ☆ウ☆ス』（1959年、演者：ピーター・セラーズ）※一人3役[25]

#### 1960年代
- 『罠にかかったパパとママ』（1961年、演者：ヘイリー・ミルズ）[26]
- 『ダニー・ケイの替え玉作戦』（1961年、演者：ダニー・ケイ）[27]
- 『放浪の王子』（The Prince and the Pauper）（1962年、演者：シーン・スカリー（英語版））[28]
- 『博士の異常な愛情 または私は如何にして心配するのを止めて水爆を愛するようになったか』（1964年、演者：ピーター・セラーズ）※一人3役[29]
- 『奥さまは魔女』（1964年 - 1972年、演者：エリザベス・モンゴメリー）[30][31]
- 『無頼 黒匕首』（1968年、演者：松原智恵子）[32]

#### 1970年代
- 『Which Way to the Front?』（1970年、演者：ジェリー・ルイス）[33]
- 『004/アタック作戦（英語版）』（1970年、演者：ジーン・ワイルダー/ドナルド・サザーランド）※2組の双子が登場する[34]。
- 『王子と乞食』（1977年、演者：マーク・レスター）[35]
- 『八つ墓村』（1977年、演者：山崎努）[36]
- 『病院坂の首縊りの家』（1979年、演者：桜田淳子）[37]

#### 1980年代
- 『影武者』（1980年、演者：仲代達矢）[38]
- 『魅せられた美女』（1980年、『江戸川乱歩の美女シリーズ』第13作、演者：天地茂）[39]
- 『悪霊島』（1981年、演者：岸本加世子）[40]
- 『戦慄の絆』（1988年、演者：ジェレミー・アイアンズ）[41]
- 『バック・トゥ・ザ・フューチャーPART2』（1989年、演者：マイケル・J・フォックス）※一人3役[42]

#### 1990年代
- 『バック・トゥ・ザ・フューチャーPART3』（1990年、演者：マイケル・J・フォックス）[43]
- 『チャーリー』（1992年、演者：モイラ・ケリー）[44]
- 『ツイン・ドラゴン』（1992年、演者：ジャッキー・チェン）[45]
- 『Love Letter』（1995年、演者：中山美穂）[46]
- 『ファミリー・ゲーム/双子の天使』（1998年、演者：リンジー・ローハン）[47]
- 『愛を乞うひと』（1998年、演者：原田美枝子）[48]
- 『双生児－GEMINI－』（1999年、演者：本木雅弘）[49]

#### 2000年代
- 『ナッティ・プロフェッサー2 クランプ家の面々』（2000年、演者：エディ・マーフィ）※一人9役[50]
- 『太陽の雫』（2000年、演者：レイフ・ファインズ）※一人3役[51]
- 『まちがいの狂言』（2001年、演者：石田幸雄/野村萬斎）※ウィリアム・シェイクスピア作『間違いの喜劇』の翻案。[52]
- 『オースティン・パワーズ ゴールドメンバー』（2002年、演者：マイク・マイヤーズ）※一人4役[53]
- 『ファム・ファタール』（2002年、演者：レベッカ・ローミン＝ステイモス）[54]
- 『新八犬伝』（2002年初演、演者：片岡愛之助）。※一人4役[55]
- 『僕たちの戦争』（2006年、演者：森山未來）[56]
- 『間違いの喜劇』（2006年、演者：小栗旬/高橋洋）※原作は、ウィリアム・シェイクスピア作[57]。

#### 2010年代
- 『ランブリングハート』（2010年、演者：臼田あさ美）[58]
- 『仮面の男』（2011年、演者：音月桂）[59]
- 『分身』（2012年、演者：長澤まさみ）[60]
- 『複製された男』（2014年、演者：ジェイク・ギレンホール）[61]
- 『プリデスティネーション』（2014年、演者：サラ・スヌーク）[62]
- 『レジェンド 狂気の美学』（2015年、演者：トム・ハーディ）[63]
- 『メトロポリス』（2016年、演者：松たか子）※1927年の映画『メトロポリス』の舞台化。[64][65]
- 『一人二役～殺したいほどジュテーム～』（2016年、演者：益岡徹）[66][67]。原作は、『DOUBLE JEU』（1970年初演、作：ロベール・トマ（フランス語版））[68]。
- 『愛を乞うひと』（2017年、演者：篠原涼子）[69]
- 『The Great Dictator』（2018年、演者：オラフ・ヨハネセン（英語版））※1940年の映画『独裁者』の舞台化[70]。
- 『サスペリア』（2018年、演者：ティルダ・スウィントン）※一人3役[71]
- 『八つ墓村』（2019年、演者：音尾琢真）[72]
- 『麻雀放浪記2020』（2019年、演者：ベッキー/的場浩司）[73]

#### 2020年代
- 『彼女を笑う人がいても』（2021年、瀬戸康史）[74][75]
- 『カムカムエヴリバディ』（2021年 - 2022年、尾上菊之助/堀部圭亮/石坂大志/宮嶋麻衣/世良公則/前野朋哉/徳井優/紺野まひる/小野花梨）[76]
- 『漆黒天 -始の語り-』（2022年、演者：荒木宏文）[77]
- 『大河への道』（2022年、演者：中井貴一/松山ケンイチ/北川景子/岸井ゆきの/和田正人/田中美央/溝口琢矢/立川志の輔/西村まさ彦/平田満/草刈正雄/橋爪功）[78][79]
- 『ウツボラ』（2022年、演者：前田敦子）[80]
- 『ザ・フラッシュ』（2023年、演者：エズラ・ミラー）[81]
- 『戦慄の絆』（2023年、演者：レイチェル・ワイズ）[82]
- 『JAWAN/ジャワーン』（2023年、演者：シャー・ルク・カーン）[83]
- 『どうする家康』（2023年、演者：北川景子）[84]
- 『ふたごのユーとミー 忘れられない夏』（2023年、演者：ティティヤー・ジラポーンシン）[85]
- 『白鍵と黒鍵の間に』（2023年、演者：池松壮亮）[86][87]
- 『身代わり忠臣蔵』（2024年、演者：ムロツヨシ）[88]
- 『伝説の頭 翔』（2024年、演者：高橋文哉）[89]
- 『The Great Dictator』（2024年、演者：ジェイミー・カルドナ）※1940年の映画『独裁者』の舞台化[90]。
- 『DIKTATORN』（2024年、演者：オミッド・カンサリ（デンマーク語版））※1940年の映画『独裁者』の舞台化[91]。
- 『おむすび』（2024年 - 2025年、演者：大島美優）[92][93]
- 『秘密〜THE TOP SECRET〜』（2025年、演者： 中島裕翔）[94]
- 『シナーズ（英語版）』（2025年、演者：マイケル・B・ジョーダン）[95][96]

## アニメ・吹き替え等における例
アニメや人形劇、ゲームや外画の吹き替えなどにおいては実写の映像を必要としないため、1人の声優が複数のキャラクターを演じ分けることが珍しくない。
クレジットは作品・回にもよるが、最も主要なキャラクターのみが表記される場合もあれば、全ての役が表記されることもある。

## トリックとしての例
推理小説・推理ドラマなどにおけるトリックとして見た場合、1人の人間が2人の人間を装うことを一人二役と呼ぶ場合もある。この分野ではよく取り上げられるトリックの1つである。横溝正史は、推理小説の三大トリックの1つに挙げている。
たとえば、真犯人が、架空の犯人像を作り上げる例、過去に関わりのある人物が別人物として現れる例などがある。犯人と被害者が同一人物という例もある。たとえばシャーロック・ホームズシリーズの『唇のねじれた男』では、失踪した人物が消えた現場に怪しい人物がいたという事件で、実は失踪したのではなく、変装して失踪に見せかけたものであることが示される。

## 登場人物の関係
演じている2人の登場人物の関係は様々である。兄弟（特に双子）・親子・先祖や子孫などといった肉親の場合も多いが、単なるそっくりさんということもある。ただし、話の展開上、そっくりさんであることが重要な場合もある。前述の『白鳥の湖』のように、変装しているというケースもある。
SFや特撮作品ではクローンやコピー体・擬態のほか、パラレルワールドといったケースも存在する。